# Жан Шарль Атаназ Пельтьє
Жан Шарль Пельтьє (фр. Jean-Charles Peltier; 22 лютого 1785, Ам — 27 жовтня 1845, Париж) — французький фізик, автор праць із термоелектрики, електромагнетизму та метеорології.
Спочатку вивчав на вимогу батька годинникове виробництво, проте від 1815 року повністю віддався науці. Перші його праці були з анатомії мозку, але незабаром головним предметом його занять стала електрика. Крім того, займався спостереженням електричних явищ в атмосфері та намагався довести дослідним шляхом, що Земля є від'ємно зарядженим тілом, тоді як небесний простір має певний додатний заряд. Йому належить відкриття 1834 року явища виділення чи поглинання тепла під час проходження електричного струму через контакт двох різнорідних провідників, який названо на його честь — ефект Пельтье; прилад, у якому використано цей ефект, називають елементом Пельтьє. 1840 року ввів поняття електростатичної індукції.
1841 року опублікував монографію «Метеорологія: спостереження та експериментальні дослідження причин, що сприяють утворенню смерчів». Публікувався в Comptes rendus de l'Académie des Sciences, Annales de physique et de chemie, Memoires de la Société philomathique, Archives d'électricité de Genève.